# Barry McGuire
Barry McGuire (* 15. Oktober 1935 in Oklahoma City, Oklahoma) ist ein Folkrock-Sänger und -Gitarrist, der vor allem durch den mit heiserer Stimme vorgetragenen Protestsong Eve of Destruction 1965 weltweit bekannt wurde. Viele Rundfunksender boykottierten das Stück zunächst; es wurde mehr als fünf Millionen Mal verkauft. Die Single erreichte am 25. September 1965 Platz 1 in den US-Singlecharts und blieb sein einziger Top-10-Hit. In den Jahren zuvor war Barry McGuire Lead-Sänger bei den New Christy Minstrels. Ab 1971 produzierte er dann ausschließlich christliche Popmusik. Er zog in der Mitte der 1980er Jahre nach Neuseeland und Mitte der 1990er Jahre wieder in die Vereinigten Staaten, wo er sich in Kalifornien niederließ.

## Diskografie
| - Barry and Barry (1961) - The Barry McGuire Album (1962) - The New Christy Minstrels (1962) - Live at Troubador (1962) - Tall Tales (1962) - Ramblin’ (1963) - Cowboys and Indians (1963) - The New Christy Minstrels Christmas Album (1963) - Land of Giants (1964) - Advance to the Rear (1964) - Eve of Destruction (1965) - Star Folk with Barry McGuire (1965) - This Precious Time (1966) - World’s Last Private Citizen (1967) - Barry McGuire and the Doctor (1969) - Seeds (1972) - Lighten Up (1973) - To the Bride (1974) | - C’mon Along (1976) - Firewind (1976) - Have You Heard (1977) - Cosmic Cowboy (1978) - The Witness (1978) - Bullfrogs and Butterflies (1978) - Inside Out (1979) - Polka Dot Bear (1980) - Best of Barry McGuire (1980) - Finer Than Gold (1981) - Exaltation (1981) - Pilgrim (1989) - El Dorado (1990) - Let’s Tend God’s Earth (1991) - Adventures on Son Mountain (1992) - Journey to Bible Times (1993) - When Dinosaurs Walked the Earth (1995) |